# Дикий птах (фільм)
Дикий птах (швед. En vildfågel) — шведська німа драма 1921 року режисера Джона В. Бруніуса з Торе Свеннбергом, Полін Бруніус і Паулем Сілігом у головних ролях. Фільм був знятий на студії Råsunda Studios у Стокгольмі. Декорації фільму розробили художні керівники Вільгельм Брайде та Аксель Есбенсен.